# Järv (IACC)
Järv (SWE-96) var en svensk IACC-båt som deltog i utmanar serien Luis Vuitton Cup inför America's Cup 2007 för Victory Challenge-syndikatet där de slutade 5 i utmanarserien.
Järv designades av ett team som tillhörde German Frers Jr och Sr och byggdes på Victory Challenges varv vid Lindholmen Science Park i Göteborg. Designarbetet påbörjades 2005 och båtbyggandet 14 juni 2006. 8 januari 2007 lämnade båten Göteborg och transporterades med lastbil till Valencia där den försågs med sin sista utrustning, och sjösattes 9 februari 2007.